# Лукечень (природний заповідник)
Лукечень (рум. Lucăceni) — природний лісовий заповідник у Ришканському районі Молдови. Знаходиться на території Ришканського лісництва, в урочищі Лукечень, квартал 19, виділи 3, 5, 11, 18; квартал 20, підділянка 2. Має площу 49,6 га. Об'єкт перебуває у віданні Глоденського держлісгоспу.